# 糙野青茅
糙野青茅（学名：Deyeuxia scabrescens）为禾本科野青茅属下的一个种。

## 扩展阅读
- 維基物種上的相關：糙野青茅